# Listă de filme de groază din anii 1970
Filmele de groază din anii 1970 sunt prezentate în următoarele articole:
- Listă de filme de groază din 1970
- Listă de filme de groază din 1971
- Listă de filme de groază din 1972
- Listă de filme de groază din 1973
- Listă de filme de groază din 1974
- Listă de filme de groază din 1975
- Listă de filme de groază din 1976
- Listă de filme de groază din 1977
- Listă de filme de groază din 1978
- Listă de filme de groază din 1979